# Zazaly
Zazaly är en ort i Azerbajdzjan.   Den ligger i distriktet Samux Rayonu, i den centrala delen av landet, 290 km väster om huvudstaden Baku. Zazaly ligger 260 meter över havet och antalet invånare är 579.
Terrängen runt Zazaly är huvudsakligen platt, men söderut är den kuperad. Runt Zazaly är det ganska tätbefolkat, med 70 invånare per kvadratkilometer.. Närmaste större samhälle är Ganja, 12,8 km väster om Zazaly.
Trakten runt Zazaly består till största delen av jordbruksmark.